# Walter Reisch
Walter Reisch (Vienna, 23 maggio 1903 – Los Angeles, 28 marzo 1983) è stato uno sceneggiatore, regista e produttore cinematografico austriaco naturalizzato statunitense.

## Biografia
Nato a Vienna, ai tempi dell'impero austro-ungarico, Walter Reisch fece parte della diaspora di quegli intellettuali di area tedesca che si rifugiarono negli Stati Uniti al tempo del nazismo. Scrittore e sceneggiatore dalla vena brillante, collaborò con grandi registi, sia in Germania e in Austria, sia, in seguito, negli Stati Uniti. Scrisse soggetti e sceneggiature per i film di Willi Forst, Julien Duvivier, Alexander Korda, Lubitsch, Otto Preminger, King Vidor, George Cukor. 
Il suo nome appare tra i credits di film scoppiettanti di battute come Ninotchka o di genere drammatico come Niagara.
Nella sua carriera, diresse sei pellicole, tra cui una di animazione insieme a Lotte Reiniger.

## Riconoscimenti
Nel 1954, vinse l'Oscar alla migliore sceneggiatura originale per il film Titanic di Jean Negulesco.

## Filmografia

### Sceneggiatore (Cinema)
- Oberst Redl, regia di Hans-Otto Löwenstein - sceneggiatura, non accreditato (1925)
- Der Fluch, regia di Robert Land - sceneggiatura (1925)
- Frauen aus der Wiener Vorstadt, regia di Heinz Hanus  - sceneggiatura (1925)
- Ein Walzer von Strauß, regia di Max Neufeld - sceneggiatura  (1925)
- Küssen ist keine Sünd', regia di Rudolf Walther-Fein e Rudolf Dworsky  - sceneggiatura (1926)
- Pratermizzi, regia di Karl Leiter e Gustav Ucicky - sceneggiatura (1927)
- Seine Hoheit, der Eintänzer, regia di Karl Leiter - sceneggiatura (1927)
- Faschingszauber, regia di Rudolf Walther-Fein e Rudolf Dworsky - sceneggiatura (1927)
- Ein rheinisches Mädchen beim rheinischen Wein, regia di Johannes Guter (1927)
- Das Heiratsnest, regia di Rudolf Walther-Fein (1927)
- Ein Mädel aus dem Volke, regia di Jacob Fleck e Luise Fleck (1927)
- Die elf Teufel, regia di Zoltán Korda e Carl Boese (1927)
- Tingel Tangel, regia di Gustav Ucicky (1927)
- Die indiskrete Frau, regia di Carl Boese (1927)
- Die Dollarprinzessin und ihre sechs Freier, regia di Felix Basch (1927)
- Der Bettelstudent, regia di Jacob Fleck e Luise Fleck (1927)
- Dragonerliebchen, regia di Rudolf Walther-Fein (1928)
- Der Faschingsprinz, regia di Rudolf Walther-Fein (1928)
- Rabmadár, regia di Lajos Lázár e Paul Sugar (1929)
- La principessa del circo (Die Zirkusprinzessin), regia di Victor Janson (1929)
- Die Frau, die jeder liebt, bist du!, regia di Carl Froelich (1929)
- Fräulein Fähnrich, regia di Fred Sauer (1929)
- Der Held aller Mädchensträume, regia di Robert Land (1929)
- Der lustige Witwer, regia di Robert Land (1929)
- Der schwarze Domino, regia di Victor Janson (1929)
- Schwarzwaldmädel, regia di Victor Janson (1929)
- Amor mio! (Dich hab ich geliebt), regia di Rudolf Walther-Fein (1929)
- La notte è nostra (Die Nacht gehört uns), regia di Carl Froelich e Henry Roussel (1929)
- Die süße Yvonne, regia di Max Reichmann (1929)[1]
- La Nuit est à nous, regia di Roger Lion, Carl Froelich e Henry Roussel (1930)
- Donauwalzer, regia di Victor Janson (1930)
- Ich glaub' nie mehr an eine Frau, regia di Max Reichmann (1930)
- Due cuori a tempo di valzer (Zwei Herzen im Dreiviertel-Takt), regia di Géza von Bolváry (1930)
- Hokuspokus, regia di Gustav Ucicky (1930)
- Un tango per te (Ein Tango für Dich), regia di Géza von Bolváry (1930)
- Wie werde ich reich und glücklich?, regia di Max Reichmann (1930)
- La canzone è finita (Das Lied ist aus), regia di Géza von Bolváry (1930)
- L'incendio dell'opera (Brand in der Oper), regia di Carl Froelich (1930)
- The Temporary Widow, regia di Gustav Ucicky (1930)
- Alle soglie dell'impero (Das Flötenkonzert von Sans-souci), regia di Gustav Ucicky (1930)
- Der Herr auf Bestellung, regia di Géza von Bolváry (1930)
- Le allegre fanciulle di Vienna (Die lustigen Weiber von Wien), regia di Géza von Bolváry (1931)
- La Barcarolle d'amour, regia di Carl Froelich e Henry Roussel (1931)
- Spionaggio eroico (Im Geheimdienst), regia di Gustav Ucicky (1931)
- Il ratto di Monna Lisa (Der Raub der Mona Lisa), regia di Géza von Bolváry (1931)
- I cadetti di Vienna (Liebeskommando), regia di Géza von Bolváry - sceneggiatore (non accreditato) (1931)
- Happy Ever After, regia di Paul Martin e Robert Stevenson (1932)
- La contessa di Montecristo (Die Gräfin von Monte-Christo), regia di Karl Hartl (1932)
- Der Prinz von Arkadien, regia di Karl Hartl (1932)
- Sogno biondo (Ein blonder Traum), regia di Paul Martin (1932)
- Un rêve blond, regia di André Daven e Paul Martin (1932)
- FP 1 non risponde (F.P.1 antwortet nicht), regia di Karl Hartl (1932)
- The Song You Gave Me, regia di Paul L. Stein (1933)
- Ich und die Kaiserin, regia di Friedrich Hollaender (1933)
- I.F.1 ne répond plus, regia di Karl Hartl (1933)
- F.P.1, regia di Karl Hartl (1933)
- Idylle au Caire, regia di Claude Heymann e Reinhold Schünzel (1933)
- Saison in Kairo, regia di Reinhold Schünzel (1933)
- Prince of Arcadia, regia di Hanns Schwarz (1933)
- Angeli senza paradiso (Leise flehen meine Lieder), regia di Willi Forst (1933)
- La contessa X... (The Countess of Monte Cristo), regia di Karl Freund (1934)
- Two Hearts in Waltz Time, regia di Carmine Gallone e Joe May (1934)
- The Only Girl, regia di Friedrich Hollaender (1934)
- Mascherata di Willi Forst (1934)
- Unfinished Symphony, regia di Anthony Asquith e Willi Forst (1934)
- Così finì un amore (So endete eine Liebe), regia di Karl Hartl (1934)
- Casta diva, regia di Carmine Gallone (1935)
- The Divine Spark, regia  di Carmine Gallone (1935)
- La modella mascherata (Escapade), regia di Robert Z. Leonard (1935)
- Episodio (Episode), regia di Walter Reisch (1935)
- Silhouetten, regia di Walter Reisch e Lotte Reiniger (1936)
- La segretaria, regia di Walter Reisch (1936)
- Gateway, regia di Alfred L. Werker - soggetto (1938)
- Il grande valzer, regia di Julien Duvivier e, non accreditati, Victor Fleming e Josef von Sternberg (1938)
- Ninotchka, regia di Ernst Lubitsch (1939)
- My Love Came Back, regia di Curtis Bernhardt (1940)
- Corrispondente X (Comrade X), regia di King Vidor - storia (1940)
- Lady Hamilton (That Hamilton Woman), regia di Alexander Korda (1941)
- Quell'incerto sentimento (That Uncertain Feeling), regia di Ernst Lubitsch - adattamento (1941)
- Incontro a Bataan (Somewhere I'll Find You), regia di Wesley Ruggles (1942)
- Sette ragazze innamorate (Seven Sweethearts), regia di Frank Borzage (1942)
- Madame Curie, regia di Mervyn LeRoy e, non accreditato, Albert Lewin (1943)
- Crepi l'astrologo (The Heavenly Body), regia di Alexander Hall e, (non accreditato), Vincente Minnelli
- Angoscia (Gaslight), regia di George Cukor (1944)
- Scheherazade (Song of Scheherazade), regia di Walter Reisch (1947)
- La contessa di Montecristo o La dama di Montecristo (The Countess of Monte Cristo), regia di Frederick de Cordova (1948)
- Il ventaglio (The Fan), regia di Otto Preminger (1949)
- La madre dello sposo (The Mating Season), regia di Mitchell Leisen (1951)
- Mariti su misura (The Model and the Marriage Broker), regia di George Cukor (1951)
- Niagara, regia di Henry Hathaway (1953)
- Titanic, regia di Jean Negulesco (1953)
- La spia dagli occhi verdi (Die Mücke), regia di Walter Reisch (1954)
- Casta Diva, regia di Carmine Gallone (1954)
- L'altalena di velluto rosso (The Girl in the Red Velvet Swing), regia di Richard Fleischer (1955)
- Il cavaliere di Gerusalemme (Der Cornet - Die Weise von Liebe und Tod), regia di Walter Reisch (1955)
- Gioventù ribelle (Teenage Rebel), regia di Edmund Goulding (1956)
- Einmal eine grosse Dame sein, regia di Erik Ode - storia (1957)
- Spionaggio a Tokyo (Stopover Tokyo), regia di Richard L. Breen (1957)
- Il molto onorevole Mr Pennypacker (The Remarkable Mr. Pennypacker), regia di Henry Levin (1959)
- Viaggio al centro della terra (Journey to the Center of the Earth), regia di Henry Levin (1959)

### Sceneggiatore (Tv)
- The Marriage Broker, episodio tv di The 20th Century-Fox Hour (1957)
- Ninotchka (tv), regia di Tom Donovan (1960)

### Regista
- Die Narrenkappe der Liebe, regia di Stephan Lorant - aiuto regia (1921)
- Episodio (Episode) (1935)
- Silhouetten, co-regia di Lotte Reiniger (1936)
- La segretaria (1936)
- Scheherazade (Song of Scheherazade) (1947)
- La spia dagli occhi verdi  (Die Mücke) (1954)
- Il cavaliere di Gerusalemme (Der Cornet - Die Weise von Liebe und Tod) (1955)

### Produttore
- Episodio (Episode), regia di Walter Reisch (1935)
- Silhouetten, regia di Walter Reisch e Lotte Reiniger (1936)
- Spionaggio a Tokyo (Stopover Tokyo), regia di Richard L. Breen (1957)
- Fräulein, regia di Henry Koster (1958)